# Schwarzer Bock
50°05′07″N 8°14′30″Ø / 50.08528°N 8.24167°Ø
Hotel Schwarzer Bock, beliggende på Kranzplatz i Wiesbaden, er et af Tysklands fineste luksushoteller.
Hotellet har 6 suiter og 126 værelser. Det er en af de ældste hoteller i Tyskland. Det blev først åbnet i 1486. Det hører til brand Radisson Hotels & Resorts.